# Gulden financieringsregel
De gulden financieringsregel is een begrotingsregel.
Volgens deze regel behoren lopende uitgaven gedekt te worden door lopende ontvangsten (sluitende gewone dienst), maar mag er wel worden geleend voor investeringen die gedurende een aantal jaren nut hebben (zogeheten kapitaaluitgaven). De kapitaallasten (rentelasten en afschrijvingslasten van activa) worden volgens deze begrotingsregel tot de lopende uitgaven gerekend.
Hoewel deze regel zowel in de micro- als in de macro-economie kan worden toegepast, wordt deze regel vooral gebruikt bij verwijzingen naar overheidsuitgaven. 